# Conselho Nacional de Igrejas Cristãs do Brasil
O Conselho Nacional de Igrejas Cristãs do Brasil (CONIC) é uma associação brasileira de Igrejas cristãs reunidas em busca do serviço a Deus, à confissão de fé comum e ao compromisso missionário, visando aumentar a comunhão cristã e o testemunho do Evangelho no Brasil. As Igrejas-membro assumem o compromisso ecumênico de testemunhar a unidade em Cristo, respeitando a identidade de cada Igreja particular.

Tem como missão: 
| “ | "Fortalecer o testemunho ecumênico das Igrejas-membro, fomentar o diálogo inter-religioso e promover a interlocução com organizações da sociedade civil e governo para a incidência pública em favor de políticas que promovam a justiça e a paz | ” |

.
 
Pretende ser 
| “ | organismo com um maior número de Igrejas-membro, comprometidas com o ecumenismo, fortalecido em sua dinâmica regional, reconhecido pelas Igrejas, organismos ecumênicos, movimentos sociais, agências parceiras e governo brasileiro como interlocutor que contribui para a promoção da justiça e da paz. | ” |

Tem como valores:
- o ecumenismo;
- o diálogo inter-religioso;
- a promoção e defesa dos direitos humanos e e de uma cultura de paz.

## História
Antes do Concílio Vaticano II, diversas igrejas protestantes participavam de entidades que promoviam a cooperação entre diferentes denominações, tais como a Confederação Evangélica do Brasil, fundada em 1934.
Após o Concílio, a Igreja Católica procurou aproximar-se de denominações protestantes.
Em 1970, a CNBB decidiu convidar observadores protestantes, anglicanos e ortodoxos para participar de suas Assembleias.
Em 1972, por iniciativa do Conselho Mundial de Igrejas (CMI), foi realizada em Salvador (Bahia), um encontro que reuniu diferentes lideranças eclesiásticas, sob o tema da “ajuda inter-eclesiástica no Brasil”. O evento contou com a presença das “quatro igrejas-membro do CMI" no Brasil (Metodista, Episcopal, Luterana e Brasil para Cristo (uma denominação pentecostal); e também da Igreja Católica.
Em 1973, foi criada a Coordenadoria Ecumênica de Serviço (CESE), da qual participaram:
- a Igreja Episcopal;
- a Cristã Reformada;
- a Igreja Metodista;
- a Igreja Católica Romana;
- a Missão Presbiteriana do Brasil Central; e
- a Igreja Pentecostal O Brasil para Cristo.

Em 24 de setembro de 1975, ocorreu a primeira reunião do “Encontro de Dirigentes Nacionais de Igrejas Cristãs”, onde surgiu a ideia da criação de um “Conselho Nacional de Igrejas”.
Em 1982, foi assinada a ata de fundação do CONIC, pelas seguintes igrejas:
- Católica Romana;
- Igreja Presbiteriana Unida (IPU);
- Episcopal;
- Luterana; e
- Metodista;

Dom Ivo Lorscheider foi o primeiro presidente da entidade, que na época era sediada no Estado do Rio Grande do Sul.
Em 1990, a Igreja Evangélica de Confissão Luterana no Brasil se juntou à entidade.
Em 1998, sua sede foi transferida para Brasília.

## Igrejas-membro
- Aliança de Batistas do Brasil - ABB[2]
- Igreja Católica Apostólica Romana – ICAR
- Igreja Episcopal Anglicana do Brasil – IEAB
- Igreja Evangélica de Confissão Luterana no Brasil – IECLB
- Igreja Presbiteriana Unida – IPU